# Дубровський (фільм, 1936)
«Дубровський» — радянська кінодрама режисера Олександра Іванівського за мотивами однойменного твору Олександра Пушкіна. Велика частина зйомок фільму пройшла в РРФСР, але частина сцен була знята в селі Станьково (Дзержинський район, Білорусь). Фільм був відновлений на кіностудії «Мосфільм» в 1976 році.

## Сюжет
Багатий і норовливий російський пан Кирило Петрович Троєкуров, примхам якого догоджають сусіди і при імені якого тремтять губернські чиновники, підтримує дружні стосунки зі своїм найближчим сусідом і колишнім товаришем по службі, бідним і незалежним дворянином Андрієм Гавриловичем Дубровським. Троєкуров відрізняється жорстоким і примхливим характером, часто піддаючи своїх гостей небезпечним жартам, без попередження замикаючи їх в кімнаті з голодним ведмедем.
Через зухвалість одного з дворових людей Троєкурова відбувається сварка між Троєкуровим і Дубровським, що переходить у ворожнечу між сусідами. Троєкуров підкуповує губернський суд і, користуючись своєю безкарністю, відсуджує у Дубровського його маєток Кистенєвку. Старший Дубровський божеволіє в залі суду. Молодший Дубровський, Володимир, гвардійський корнет в Петербурзі, змушений покинути службу і повернутися до важко хворого батька, який невдовзі вмирає. Володимир Дубровський підпалює Кистенєвку; відданий Троєкурову маєток згорає разом з судовими чиновниками, які приїхали для оформлення передачі власності. Дубровський стає розбійником на зразок Робін Гуда, що наводить жах на місцевих поміщиків та не чіпайте, однак, маєтки Троєкурова. Дубровський підкуповує проїжджого вчителя француза Дефоржа, який повинен був поступити на службу в сім'ю Троєкурова і під його виглядом стає гувернером в сім'ї Троєкурова. Між Дубровським і дочкою Троєкурова Машею виникає взаємна прихильність-любов.
Троєкуров віддає сімнадцятилітню Машу заміж за старого князя Верейського проти її волі. Володимир Дубровський марно намагається запобігти цьому нерівному шлюб. Отримавши домовлений знак від Маші, він прибуває її врятувати, однак, занадто пізно. Під час проходження весільного кортежу з церкви в маєток Верейського озброєні люди Дубровського оточують карету князя. Верейський ранить Дубровського. Володимир каже Маші, що вона вільна, однак та відмовляється від його допомоги, пояснюючи свою відмову тим, що вже дала клятву. Фінал фільму помітно відрізняється від першоджерела: поранений Дубровський гине в бою з урядовими військами, після чого вцілілі розбійники захоплюють Покровське і розправляються з Троєкуровим.

## У ролях
- Борис Ліванов — Володимир Дубровський
- Микола Монахов — Кирило Петрович Троєкуров
- Михайло Тарханов — Спіцин
- Володимир Гардін — князь Верейський
- Йосип Самарін-Єльський — батько Дубровського, Андрій Гаврилович Дубровський
- Галина Григор'єва — Маша
- Павло Волков — Архип, старий селянин
- Костянтин Сорокін — Парамошка
- Валентин Кисельов — Шабашкін
- Василь Чудаков — Альошка
- Р. Камасс — Єгорівна
- Людмила Волинська — баба
- Федір Григор'єв — епізод
- Степан Каюков — полковник
- Володимир Таскін — француз
- Олександр Пантелєєв — епізод
- Дмитро Андрєєв — ад'ютант Дубровського
- Федір Богданов — справник
- Іван Сизов — селянин
- Петро Кузнецов — керуючий князя Верейського
- Микола Урванцев — поміщик
- Микола Кондратьєв — дворовий

## Знімальна група
- Сценарій і постановка — Олександр Івановський
- Головний оператор — Олександр Сігаєв
- Художник — Володимир Єгоров
- Оператор — Аполлінарій Дудко
- Композитор — Андрій Пащенко
- Звукооператори: Петро Віцинський, Гліб Віцинський
- Режисер — Б. Медведєв
  - Асистент — Ф. Барбухатті
- Консультант за сценарієм — проф. Ю. Гоксман
- Директор картини — В. Кулябко-Корецький
- Художній керівник студії — Адріан Піотровський